# 日本ベアリング
日本ベアリング株式会社（にほんべありんぐ、英称:NIPPON BEARING CO.,LTD. ）は、新潟県小千谷市に本社を置く、直線運動案内機器製造などを行う企業。

## 沿革
- 1939年（昭和14年）4月 - 山崎鉄工所、創立。
- 1959年（昭和34年）3月 - 山崎精機に改称。
- 1959年（昭和34年）5月 - 山崎精機株式会社に改称。
- 1963年（昭和38年）7月 - 日本ベアリング株式会社に改称。
- 1984年（昭和59年）10月 - 販売部門を独立し、NB商事株式会社（平成16年7月、NBリニアシステム株式会社に改称）設立。
- 1987年（昭和62年）6月 - アメリカシカゴにNBコーポレーションオブアメリカを設立。
- 1997年（平成9年）8月 - アメリカサンノゼにNBCA Westem Regional Officewoを設立。
- 2001年（平成13年）12月 - アメリカニュージャージーにNBCA Eastem Regional Officeを設立。